# Паласио де Депортес де ла Комунидад де Мадрид
Паласио де Депортес де ла Комунидад де Мадрид (исп. Palacio de Deportes de la Comunidad de Madrid; Дворец спорта автономного сообщества Мадрид), с июля 2014 года по спонсорским причинам называющийся Barclaycard Arena, — многоцелевая крытая спортивная арена, расположенная в Мадриде (Испания). Её вместимость составляет 15 000 для баскетбольных матчей, 14 000 для гандбольных и 18 000 для концертов.
Бывшее здание спортивной арены, построенное в 1960 году, сгорело в 2001 году. Архитекторы Энрике Эрмосо и Палома Уидобро создали проект в стиле хай-тек новой арены, которая была возведена на том же месте между 2002 и 2005 годами.
С момента своего повторного открытия в 2005 году, арена периодически принимает у себя важнейшие баскетбольные турниры и матчи на международном и национальном уровне. Так в 2007 году здесь проходили матчи Чемпионата Европы, а в следующем году — Финал четырёх Евролиги 2007/2008. Кроме того здесь трижды игрались финальные стадии Кубка Испании по баскетболу: 2006, 2009 и 2011 годов.
Арена примет у себя решающие матчи Чемпионата мира по баскетболу 2014, в том числе и финал, который должен состояться 14 сентября. В 2015 здесь также должен состояться Финал четырёх Евролиги 2014/2015.

## История

### Первая арена (1960—2001)
Проект спортивного дворца представлял собой круглое в основе здание со 115 м в диаметре, построенное из железобетона и покрытое металлической оболочкой. Работы обошлись в 56 миллионов песет.
Первоначальная вместимость составляла от 10 000 до 16 000 человек в зависимости от вида мероприятия, проводимого на арене
Дворец был открыт в 1960 году, а 28 июня 2001 года здание арены серьёзно пострадало от произошедшего пожара.

### Восстановленная арена (2005-настоящее время)

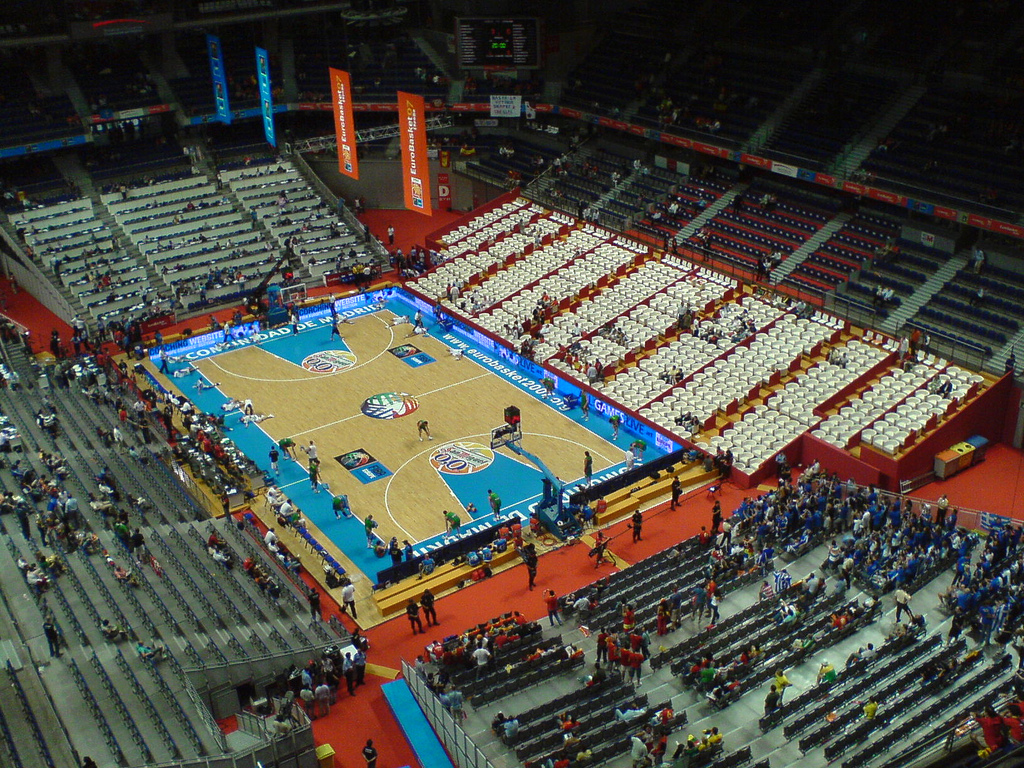

После пожара власти Мадрида решили построить новое здание в том же месте. Его проект был разработан архитекторами Энрике Эрмосо и Паломой Уидобро. Строительство было начато 20 февраля 2002 года с бюджетом в 124 млн евро. При этом использовались сохранившиеся структуры сгоревшего здания, в частности фасад, выходящий на Пласу де Сальвадор Дали и Филипп Авеню, и задняя часть на Калле Фуэнте-дель-Берро. Арена была открыта 16 февраля 2005 года при участии мэра Альберто Руиса-Гальярдона и главы Мадридской автономии Эсперанса Агирре. Арена может иметь различную вместимость в зависимости от происходящего события на ней:
- Легкая атлетика: 10 000 (с 6 дорожками по 200 метров).
- Гандбол: 14 000.
- Баскетбол: 15 000.
- Концерты: 15 500

## Концерты

### XX век
| - 1961: I Jazz World Music Festival - 1974: Ballet Krasnolarsk - 1979: Bee Gees - 1985: Sting - 1986: Elton John (Ice on Fire Tour) | - 1989: Paul McCartney (The Paul McCartney World Tour) - 1990: Phil Collins (Seriously, Live! World Tour) - 1990: Luciano Pavarotti - 1991: Gloria Estefan (Into the Light World Tour) - 1992: Nirvana | - 1993: Whitney Houston (The Bodyguard World Tour) - 1994: Nirvana - 1997: Backstreet Boys (Backstreet's Back Tour) - 1997: Laura Pausini (World Wide Tour 1997) - 1998: Spice Girls (Spiceworld: The Tour) - 1998: Mónica Naranjo (Palabra de mujer Tour) |

### 2000-е годы
| - 2000: Enrique Iglesias - 2000: AC/DC (Stiff Upper Lip World Tour) - 2000: Mónica Naranjo (Minage Tour) - 2000: Mariah Carey (Rainbow World Tour) - 2003: Shakira (Tour of the Mongoose) - 2004: Anastacia (Live at Last Tour) - 2005: Queen - 2005: Oasis (Don't Believe the Truth Tour) - 2005: Bruce Springsteen (Devils & Dust Tour) - 2006: The Who (The Who Tour 2006–2007) - 2006: Muse (Black Holes and Revelations Tour) - 2006: Pearl Jam (Pearl Jam 2006 World Tour) - 2007: Luis Miguel (Mexico En La Piel Tour) - 2007: Beyoncé (The Beyoncé Experience) | - 2007: Marilyn Manson - 2007: Bruce Springsteen (Magic Tour) - 2007: The Who (The Who Tour 2006—2007) - 2007: 50 Cent - 2007: Pet Shop Boys (Fundamental Tour) - 2008: Alicia Keys (The Freedom Tour) - 2008: Backstreet Boys (Unbreakable Tour) - 2008: Kylie Minogue (KylieX2008) - 2008: Marea - 2008: RBD (Empezar desde Cero Tour 2008) - 2008: Coldplay (Viva la Vida Tour) - 2008: Enrique Bunbury - 2008: Premios Los 40 Principales | - 2008: Mónica Naranjo (Tarántula Tour) - 2009: The Killers (Day & Age World Tour) - 2009: AC/DC (Black Ice World Tour) - 2009: Oasis (Dig Out Your Soul Tour) - 2009: Il Divo - 2009: Beyoncé (I Am... Tour) - 2009: The Jonas Brothers (Jonas Brothers World Tour 2009) - 2009: Slipknot (All Hope Is Gone World Tour) - 2009: Metallica (World Magnetic Tour) - 2009: Laura Pausini (World Tour 09) - 2009: Green Day (21st Century Breakdown World Tour) - 2009: Katy Perry (Hello Katy Tour) |

### 2010-е годы
| - 2010: Tokio Hotel - 2010: Kiss (Sonic Boom Over Europe Tour) - 2010: Шакира (The Sun Comes Out World Tour) - 2010: Леди Гага (The Monster Ball Tour) - 2011: Тейлор Свифт (Speak Now World Tour) | - 2011: Роджер Уотерс (The Wall Live) - 2011: Foo Fighters (Wasting Light World Tour) - 2011: Джастин Бибер (My World Tour) - 2011: Рианна (Loud Tour) | - 2012: Лаура Паузини (Inedito World Tour) - 2012: Луис Мигель (Luis Miguel Tour) - 2012: Дженнифер Лопес (Dance Again World Tour - 2012: Muse (The 2nd Law Tour) - 2012: Michael Jackson: The Immortal World Tour - 2012: Arctic Monkeys (Suck It and See tour) - 2014: Майли Сайрус (Bangerz Tour) - 2014: Кайли Миноуг (Kiss Me Once Tour) |